# Dolichoderus turneri
Dolichoderus turneri é uma espécie de formiga do gênero Dolichoderus.